# Sophie Hosotte-Eglin
Sophie Hosotte-Eglin née Sophie Eglin le 30 septembre 1966 à Belfort, est une coureuse cycliste française. Durant sa carrière, elle pratique le VTT et le cyclisme sur route.
Elle s'est mariée avec le cycliste Patrick Hosotte.

## Palmarès en VTT

### Championnats du monde
- Villard-de-Lans 1987 (officieux)
  -  Médaillée de bronze du cross-country
- Barga 1991
  - 9e du cross-country
- Métabief 1993
  - 5e du cross-country
- Kirchzarten 1995
  - 5e du cross-country

### Championnats d'Europe
- Möllbrücke 1992
  - 6e du cross-country
- Klosters 1993
  - 8e du cross-country
- Métabief 1994
  -  Médaillée d'argent du cross-country

### Championnats de France
- Championne de France XC de 1988 à 1992
- 1997
  - 2e du cross-country

### Autres compétitions
- 1994
  - Roc d'Azur
- 1995
  - Roc d'Azur

## Palmarès sur route
- 1991
  - Tour du Territoire de Belfort :
    - Classement général
    - 2e étape
- 1992
  - 2e du Tour du Territoire de Belfort
- 1995
  - 3e du GP de la Mutualite de la Haute-Garonne